# Els Pirineus
Représentations notables
- Liceu (2003)

Els Pirineus (titre en catalan) est un opéra en trois actes et un prologue de Felipe Pedrell, sur un livret basé sur la trilogie Els Pirineus (Les Pyrénées) de Víctor Balaguer (1892),, composée de le Comte de Foix, Raig de Llun, La jornada de Panissars, précédé le tout d'un prologue, intitulé Anima Mare. L'opéra a été créé en italien au Grand théâtre du Liceu à Barcelone le 4 janvier 1902.

## Historique
En Espagne, le nationalisme musical apparaît au XIXe siècle comme une réaction face au romantisme allemand et italien qui domine l'opéra européen. Felipe Pedrell est une des figures de proue dans la défense d'un opéra espagnol, position qu'il partage avec Ruperto Chapí ou Tomás Bretón, entre autres. Après le succès de la recréation de son œuvre en italien L'ultimo abenzeraggio (1874) en 1889, le compositeur de Tortosa a reçu de nombreux encouragements pour composer d'autres opéras. Pedrell prétendait donner la réplique à l'opéra de Bretón Los Amantes de Teruel.
Els Pirineus a été conçu dès le début comme une tragédie que Balaguer a écrite à la Casa de Santa Teresa, sa résidence, à côté de l'actuel Museo-Biblioteca Víctor Balaguer de Vilanova i la Geltrú. Pedrell, de son côté, a commencé à travailler à la composition de l'opéra en 1890, et pendant qu'il mettait en forme ce qui allait devenir les deux premiers actes, Balaguer enrichissait son œuvre en abordant le thème des albigeois, des troubadours et des inquisiteurs dans ce qui deviendrait le prologue et le troisième acte de l'opéra. Au bout de quelques mois, Pedrell adopte la conception d'une trilogie avec un prologue, peut-être à cause à l'influence de la tétralogie wagnérienne L'Anneau du Nibelung, mais avec l'intention d'une réforme du drame lyrique et de la création d'une école lyrique hispanique. De fait, le caractère wagnérien de la partition n'est pas réellement évident, et on peut y trouver des traces de l'influence des compositeurs italiens du moment ainsi que du grand opéra français.

## Représentations
Balaguer n'a pu entendre que quelques fragments de l'opéra: le prologue composé par Pedrell a été présenté à Venise en 1897, et ce n'est qu'un an après sa mort, en janvier 1902, que l'œuvre a été créée intégralement en version italianne, au Grand théâtre du Liceu, avec des décors de Apel·les Mestres.
Le Liceu a présenté quelques fragments lors du concert Els hereus de la Renaixença de la saison 1999-2000 et a remonté une version complète les 17 et 19 février 2003 avec une révision de Edmon Colomer et Francesc Cortés, récupérant les archaïsmes du livret original en catalan, et dont la distribution comprenait Ofelia Sala, Angeles Blancas, Vicente Ombuena, Marina Rodríguez Cusí et Stefano Palatchi.

## Source
- (es) Cet article est partiellement ou en totalité issu de l’article de Wikipédia en espagnol intitulé « Els Pirineus » (voir la liste des auteurs).